# 바트홈부르크포어데어회에

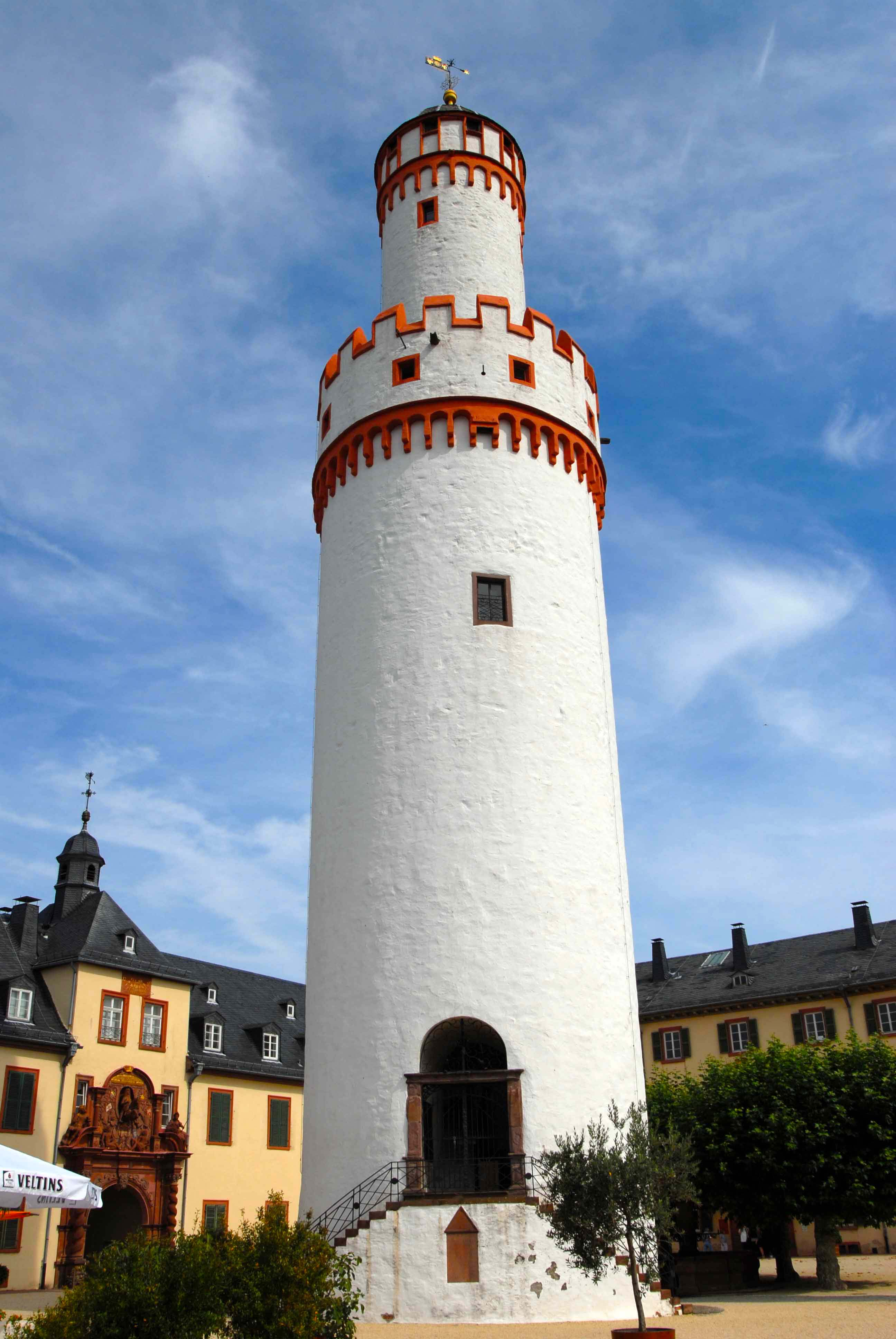

바트홈부르크포어데어회에(독일어: Bad Homburg vor der Höhe)는 독일 중부 헤센주에 있는 도시이다. 인구 51,887명(2009년).
타우누스산맥 기슭, 프랑크푸르트암마인 서북쪽 교외에 바로 인접해 있다. 공식적으로는 12세기에 처음 문헌에 나타난 것으로 기록되어 있고, 이 때 호엔베르크 성이 건설되어 지명의 기원이 되었다. "포어데어회에"(vor der Höhe)라는 이름은 타우누스 산기슭에 위치하여 붙은 것으로, 1399년 처음 문헌에 나타난 것으로 기록되어 있다. 그 후 헤센의 방백령이 되었고, 1866년 프로이센-오스트리아 전쟁 이후 프로이센에 귀속되었다. 한편 1834년 온천이 발견되면서 온천 관광지로 개발되기 시작하였고, 1841년 카지노가 문을 열었다. 1888년 즉위한 독일 제국 황제 빌헬름 2세가 이 곳에 여름에 머무르면서 더욱 유명해졌다. 또한 이 무렵 빌헬름 2세의 모후인 프린세스 로열 빅토리아도 이 곳을 자주 방문했고, 모후의 동생으로 후에 영국 국왕 에드워드 7세가 되는 에드워드도 1880년대 ~ 1890년대에 이 곳을 종종 찾았다. 에드워드가 펠트천을 대어 만든 이 지방의 모자를 쓴 것이 계기가 되어 그러한 형태의 모자가 홈부르크 모자라는 이름으로 유행한 적이 있다. 20세기 들어 전쟁을 겪으면서 온천 산업이 다소 쇠퇴했다가 최근 시설이 개조되어 새로운 온천 도시로 탈바꿈했으며, 또한 프랑크푸르트 교외의 고급 주택지로 알려지게 되었다. 프랑크푸르트와는 1860년 철도로 연결되었고, 현재는 프랑크푸르트 광역철도(라인 마인 S반)가 통한다. 근교에 오버우어젤(Oberursel)이라는 작은 교통도시가 있다.

## 자매 도시
- 스위스 쿠어
- 크로아티아 두브로브니크
- 영국 엑서터
- 체코 마리안스케라즈네
- 오스트리아 Mayrhofen
- 러시아 페테르고프
- 이탈리아 테라치나
- 룩셈부르크 Mondorf-les-Bains
- 프랑스 카부르